# Сексуална едукација деце са сметњама у развоју
Сексуална едукација деце са сметњама у развоју као процес промене личности у жељеном правцу усвајањем различитих садржаја у зависности од узраста и потреба јединке спроводи се у склопу сексуалног образовања и едукација деце у школама. Сексуално образовање треба да почне у периоду око десете године живота, пре било какве сексуалне активности и ризичних полних односа и да се учи из здраве комуникације са родитељима или неког стручног лица.

## Предности
Сексуална едукација деце са сметњама у развоју има многе предности, јер кроз њу ова категорија деце стиче оптималан ниво знања о функционисању свог тела, физиолошким процесима, али и емотивним одлукама у вези са здрављем. Правовремена и правилна примена сексуалног образовања и едукација деце и младих била би видљиве кроз само неколико година, што је утврђено кроз праћење бројних индикатора здравља, и према пријавама и превенцији сексуалног насиља како међу старијима, тако и међу млађима.

## Почетак
Сексуално образовање треба да почне у периоду око десете године живота, пре било какве сексуалне активности и ризичних полних односа и да се учи из здраве комуникације са родитељима или неког стручног лица.

## Циљ
Здравствена неписменост код деце са сметњама у развоју, може имати последице по њихово репродуктивно, али и опште здравље као и појаву сексуалног насиља и узнемиравања међу вршњацима још у најранијем добу одрастања и школовања. У том смислу сексуално образовање и репродуктивно здравље, требало би да обухвати програм чији наставни исходи имају за циљ смањење инциденције било које врсте, било здравствене, психичке или физичке, али и ширење свести код младих људи са сметњама у развоју о томе да из незнања и неинформисаности расте број пријава сексуалног насиља.

## Теме
Сексуално образовање деце са сметњама у развоју требало би да обухвати теме као што су хумани односи међу половима и превенција партнерског насиља. Ове теме са психолошког аспекта, могу само позитивно утицати на здравље адолесцената.

## Едукација едукатора
Поред деце, о начину саксуалног образовања деце са сметњама у развоју треба едуковати и њихове родитељима када су ове теме у питању, јер иако су едукатори своје деце они некада ни сами нису стручни и компетентни да дају одговоре свом детету, некада имају баријере у комуникацији које могу донети промене које долазе са пубертетом. У том смислу улога здравственог васпитача или било које друге стручне особе из ове области, у едукацији родитеља детета са сметњама у развоју у овом сегменту била би непроцењива.

## Опште информације
Сметње у развоју су група стања због оштећења у физичком изгледу, учењу, језику или понашању. Отприлике једно од шест деце само у Сједињеним Америчким Државама има једну или више сметњи у развоју или друге застоје у развоју. Детету са сметњама у развоју је потребно сексуално образовање колико и детету без инвалидитета. Поред општег приступа сексуалном образовању, сексуално образовање дете са инвалидитетом требало би да обухвати:
- чињеница да особе са инвалидитетом могу имати испуњен романтични и сексуални живот
- сексуалне проблеме који могу бити повезани са њиховим инвалидитетом,
- друштвена правила као што су јавно и приватно понашање и личне границе.

Сексуално образовање за дете са интелектуалним тешкоћама треба да се пружа на начин који дете може да разуме. У том смислу родитељ детета са сметњама у развоју, могу бити од помоћи са одговарајућим информацијама о пубертету, менструацији (већина инвалидитета не утиче на то када девојчица почиње да има менструацију) и романтичним и сексуалним односима за своје дете.
Деца и тинејџери са интелектуалним тешкоћама можда ће требати дуже да се навикну на помисао о променама које долазе са пубертетом. Може им се помоћи тако што ће се кроз едукацију правовремено припремити пре почетка пубертета (од 8 до 13 година код девојчица и од 9 до 14 година код дечака).